# Grunwald (gmina)
Pour les articles homonymes, voir Grunwald.
Grunwald est une gmina rurale du powiat de Ostróda, Varmie-Mazurie, dans le nord de la Pologne. La capitale est la ville de Gierzwałd.
La gmina couvre une superficie de 179,84 km2 pour une population de 5 648 habitants.

## Géographie
La gmina inclut les villages de Dąbrowo, Domkowo, Dylewko, Dylewo, Frygnowo, Gierzwałd, Glądy, Góry Lubiańskie, Grabiczki, Grunwald, Jędrychowo, Kalwa, Kiersztanówko, Kiersztanowo, Kitnowo, Łącko, Lipowa Góra, Łodwigowo, Lubian, Lubianek, Marcinkowo, Mielno, Omin, Pacółtówko, Pacółtowo, Rychnowo, Rychnowska Wola, Rzepki, Stębark, Szczepankowo, Tymawa, Ulnowo, Wróble, Zapieka et Zybułtowo.
La gmina borde les gminy de Dąbrówno, Kozłowo, Olsztynek et Ostróda.